# Ставищенський замок
Ставищенський за́мок — оборонна споруда у місті Ставище, збудована в першій половині XVII століття. Зруйнована під час облоги Ставищ 1664 року.

## Історія
У 1635 році Ставища згадуються вже як містечко, що має оборонні укріплення та військовий гарнізон.
У 1654 році укріплення були такими: «Біля посаду стоячий острог, а по острогу дві башти проїжджих з брамами, на одній башті караульне горище, дві башти глухих. Та на острозі також двоє воріт. До того острогу прироблено інше місто, поставлене також стоячим острогом; по ньому вежа проїжджа та вежа глуха».
У 1664 році був зруйнований, разом з усім містом, польським військом на чолі зі С. Чарнецьким.
У люстрації 1765 року є згадка про невеликий дерев'яний замок у Ставищі, по колу палями обставлений.
Л. Похилевич писав: «Місце старовинного замку, що так завзято захищався, на лівому березі Тікича, займає економічний будинок з садом і костелом, і ледь помітні сліди його укріплень». Нині на цьому місці знаходиться парк.